# Giuseppe Marcone
Giuseppe Ramiro Marcone (San Pietro Infine, 15 marzo 1882 – Arezzo, 10 luglio 1952) è stato un abate italiano appartenente all'ordine benedettino, membro della Pontificia accademia di San Tommaso d'Aquino, lavorò per conto della Santa Sede per la protezione degli ebrei croati.

## Biografia
Fu ordinato sacerdote nel 1906 e nominato abate di Montevergine nel 1918, incarico che resse fino al 1952. Nel 1915 fu chiamato alle armi, dopo lo scoppio della prima guerra mondiale, come cappellano militare con il grado di tenente di complemento.
Nel 1941, Papa Pio XII inviò Marcone come visitatore apostolico in Croazia per aiutare l'arcivescovo Aloysius Stepinac e l'episcopato croato a "combattere l'influenza malvagia della propaganda neopagana che poteva essere esercitata nell'organizzazione del nuovo Stato".
Marcone si comport come nunzio in tutto, tranne che nel nome. Riferì a Roma sul peggioramento delle condizioni degli ebrei croati, fece dichiarazioni per conto degli ebrei ai funzionari croati e fece fuggire alcuni bambini ebrei, mettendoli al sicuro nella Turchia neutrale.
Quando iniziò la deportazione degli ebrei croati, Stepinac e Marcone protestarono contro Andrija Artuković. Nel suo studio sui soccorritori di ebrei durante l'Olocausto, Martin Gilbert scrisse:"A Zagabria, capitale croata, in seguito dell'intervento di [Marcone] per conto dei partner ebrei nei matrimoni misti, un migliaio di ebrei croati sopravvissero al guerra".